# Control Denied
Control Denied war eine US-amerikanische Progressive-Metal-Band um den Death-Sänger Chuck Schuldiner.

## Bandgeschichte
Die Band wurde 1995 von Chuck Schuldiner als Nebenprojekt zu seiner Hauptband Death gegründet und sollte später Death ablösen, da Schuldiner das Genre Death Metal als zu limitierend empfand. Schuldiner war Gitarrist, Komponist und Arrangeur der Band. Die restliche Besetzung wechselte häufig und orientierte sich meist an der Death-Besetzung. Hinzu kam als Sänger zunächst B.C. Richards, der jedoch bald durch Tim Aymar (ex-Psycho Scream) ersetzt wurde. Die Band veröffentlichte 1996 das Demo A Moment of Clarity und – nach The Sound of Perseverance, dem offiziell letzten Death-Album aus dem Jahr 1998–1999 das Album The Fragile Art of Existence, das auf Nuclear Blast erschien.
Im Mai 1999 wurde bei Chuck Schuldiner ein Gehirntumor diagnostiziert, dem er am 13. Dezember 2001 erlag. Control Denied ruhte während der Behandlung und wurde nach Schuldiners Tod aufgelöst. Das seit 2000 in Arbeit befindliche zweite Album mit dem Arbeitstitel When Man And Machine Collide wurde nicht fertiggestellt. Anhaltende Streitigkeiten zwischen Jane Schuldiner, der Mutter von Chuck Schuldiner, und dem Label Karmageddon Media um die Rechte am bestehenden Material verhinderten zunächst eine Fertigstellung und reguläre Veröffentlichung des Albums. Nach einer Einigung mit der Mutter 2012 versuchten der Rest der Band und der Musikproduzent Jim Morris das Album fertigzustellen. Das jüngste Update zu diesem Projekt erfolgte auf der offiziellen Facebook-Seite der Band im Januar 2014. Dort war von einer längeren Unterhaltung zwischen Shannon Hamm und Eric Greif bzgl. der Machbarkeit des Vorhabens die Rede, jedoch ohne konkrete Hinweise auf weitere Planungsschritte oder zeitliche Zielvorstellungen.
Auf der von Candlelight Records 2004 veröffentlichten Kompilation Zero Tolerance befinden sich neben einigen älteren Death-Demos und Live-Mitschnitten vier unvollendete und ohne Gesang aufgenommene Demo-Songs des neuen Materials.

## Musikstil
Die musikalische Ausrichtung von Control Denied unterschied sich von Death hauptsächlich durch den dem Death-Metal abgewandten Klargesang des Sängers Tim Aymar, dem eine Ähnlichkeit mit dem von Warrel Dane (Nevermore) nachgesagt wird. Tatsächlich war Dane zunächst als Sänger vorgesehen, lehnte jedoch ab. Bereits auf den letzten Death-Alben setzte Schuldiner Stilelemente des Progressive Metals ein, so dass die Unterschiede gar nicht so groß waren. Verschiedene Riffs erinnern auch an Death Metal.

## Diskografie
- 1996: A Moment Of Clarity (Demo)
- 1999: The Fragile Art of Existence (Album, erschienen bei Nuclear Blast)
- 2004: vier unvollendete Demo-Songs auf Zero Tolerance (Compilation, Karmageddon Media)